# Västra hamnen
Västra Hammen est un quartier de Malmö, situé dans l'arrondissement du centre de Malmö, dans le comté de Scanie, en Suède. On peut notamment y trouver la Turning Torso, le plus haut édifice de toute la Scandinavie et la deuxième plus haute tour d'habitation d'Europe.

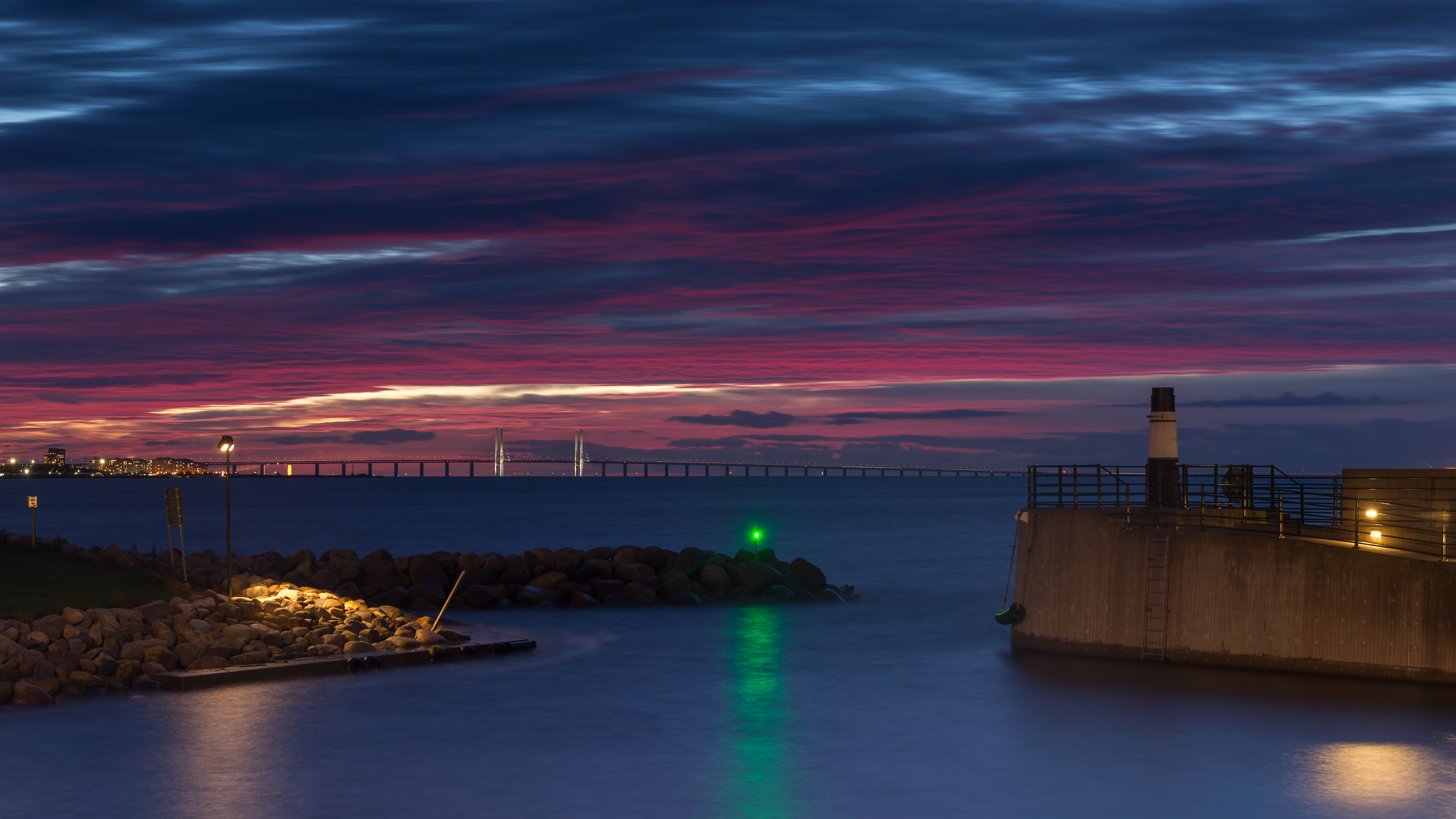
Le petit port de Västra hamnen avec le Øresundsbron (pont) à l'horizon. Octobre 2017.

C'est un quartier qui se veut écologique, et qui attire de nombreux touristes .

## Historique
L'ensemble de la zone est constitué de remblais marins au nord du littoral d'origine. Les travaux ont commencé dans les années 1770 à l'emplacement actuel de l'arrière-port et se sont progressivement étendus vers l'ouest et le nord. Dans les années 1870, Kockums a développé ses activités de construction navale et s'est installé dans la zone. Pendant la première moitié du XXe siècle, le port pétrolier était situé dans la zone, mais il a déménagé dans les parties orientales du port vers 1945 pour faire de la place au chantier naval.
À partir des années 1970, les activités de Kockum ont décliné et le grand hall de production a été converti en usine Saab au milieu des années 1980. Cependant, l'usine n'a pas duré longtemps et Malmömässan s'est rapidement installé dans le hall. En 2001, le Bomässan Bo01 s'est tenu à Västra Hamnen, marquant le début du nouveau quartier. De nombreux architectes différents ont été impliqués et ont créé une diversité architecturale rarement vue dans les quartiers nouvellement construits. Un petit port pour les bateaux de plaisance a également été construit.
La principale raison pour laquelle les habitants de Malmö ont été attirés ici est que la promenade et la plate-forme d'observation ont rapidement été utilisées comme zone de baignade. La municipalité a enlevé les pierres dangereuses qui se trouvaient dans l'eau, etc. Pendant l'été, les habitants de Malmö venaient en masse pour se baigner. Les riverains de la promenade n'appréciant pas tous les baigneurs, le Scaniabadet a été construit en 2005 à Scaniaparken, dans la partie nord de la zone.
Depuis la Bommesse, Västra Hamnen a connu un regain d'activité dans le secteur de la construction. La grande grue Kockum a disparu en 2002, mais a été remplacée en 2005 par l'immeuble résidentiel le plus haut de Suède, Turning Torso.
Sur Universitetsholmen, l'université de Malmö (alors un collège universitaire) a été établie, avec le nouveau bâtiment de l'école normale, Orkanen à Hjälmarekajen. Universitetsholmen abrite également l'école secondaire supérieure privée de Procivita. Autour de la station du City Tunnel se trouve le bâtiment principal de l'université, qui était autrefois le bureau du port, ainsi que l'église Sjömanskyrkan et l'ancien bureau des pilotes sur Bagers plats.
L'école secondaire supérieure Universitetsholmen est en fait située juste à l'ouest d'Universitetsholmen.
Mediegymnasiet était situé près du nouveau port de plaisance, dans l'ancienne cale sèche de Kockum. Dans la zone la plus proche de Ribersborgsstranden se trouve Kockum Fritid, une installation couverte dotée d'une patinoire, d'une piscine et d'installations d'entraînement. Juste à côté se trouve l'école maternelle Skeppets. 